# Lysianopsis macromerus
Lysianopsis macromerus är en kräftdjursart. Lysianopsis macromerus ingår i släktet Lysianopsis och familjen Lysianassidae. Inga underarter finns listade i Catalogue of Life.